# Alatiliparis angustiflora
Alatiliparis angustiflora là một loài thực vật có hoa trong họ Lan. Loài này được (J.J.Sm.) Szlach. & Marg. mô tả khoa học đầu tiên năm 2001.